# Myzomela tristrami
Myzomela tristrami là một loài chim trong họ Meliphagidae.